# Драгичево
Драгичево (болг. Драгичево) — село в Болгарии. Находится в Перникской области, входит в общину Перник. Население составляет 1968 человек.

## Политическая ситуация
В местном кметстве Драгичево, в состав которого входит Драгичево, должность кмета (старосты) исполняет Тодор Тодоров.
Кмет (мэр) общины Перник — Росица  Йорданова Янакиева (коалиция в составе 2 партий: Болгарская социал-демократия (БСД), Болгарская социалистическая партия (БСП)) по результатам выборов.